# أرينا دا أمازونيا
أرينا دا أمازونيا (بالبرتغالية: Arena da Amazônia‏) هو ملعب متعدد الاستخدام يقع في مدينة ماناوس البرازيلية، ويقع تحديداً في موقع ملعب فيفالداو القديم. يسع الملعب لجلوس 46 ألف متفرج. و سيستضيف الملعب منافسات بطولة كأس العالم لكرة القدم 2014.
بدأت أعمال البناء في نوفمبر 2010، ومن المقرر أن تنتهي في ديسمبر 2013. وسيتم استثمار حوالي 580,000,000 $ في بناء الملعب الجديد، وهو الأمر الذي سيكون أيضا منطقة للرياضة والترفيه ومركز للتسوق. والفكرة هي أن يتم استخدام الموقع سبعة أيام في الأسبوع، ويجمع بين الرياضة والترفيه.

## وصلات خارجية
- الموقع الرسمي للنادي
- skyscrapercity.com أرينا دا أمازونيا